# Roland Phleps

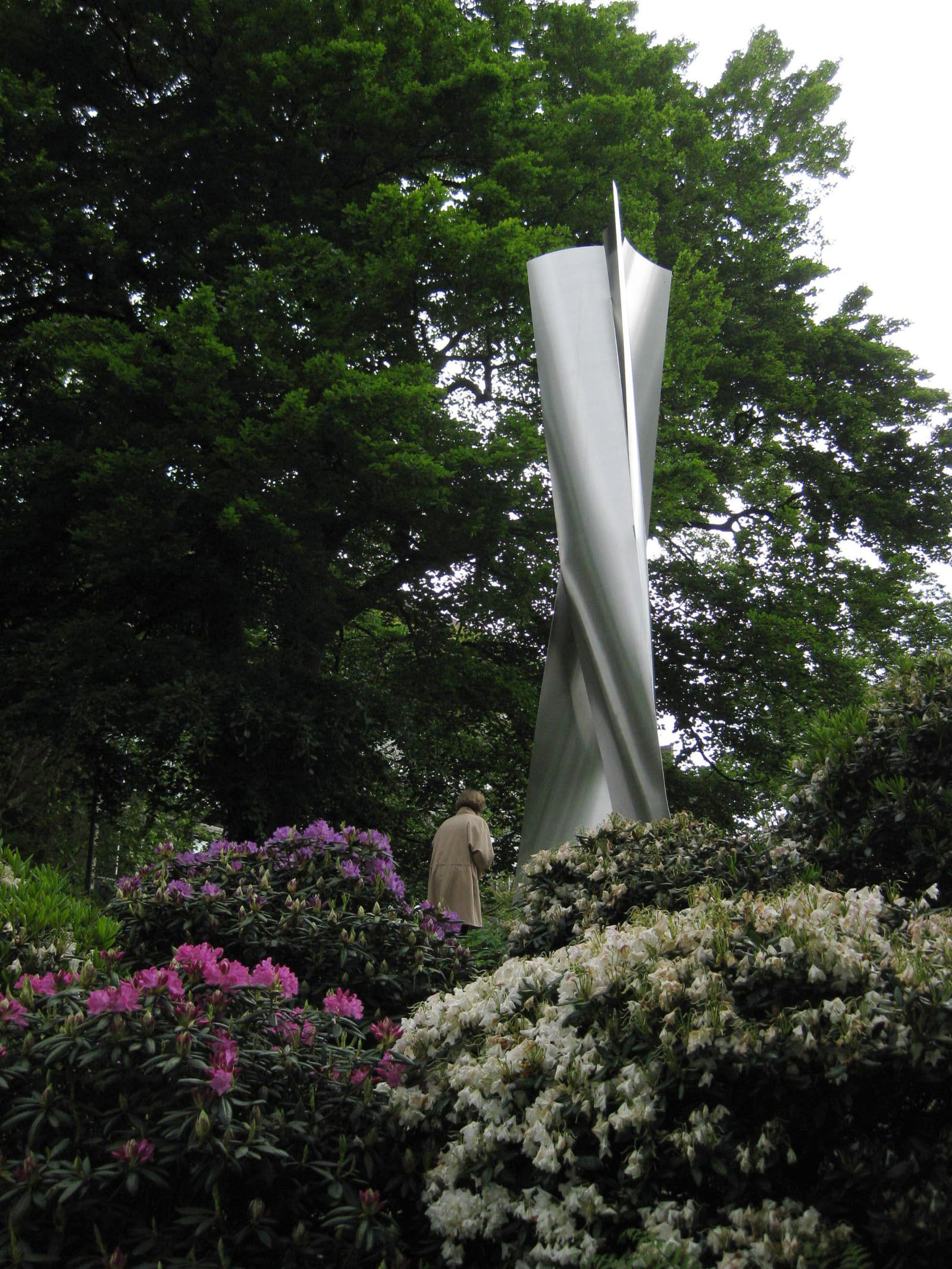
Bündelstele 1 Mensa Freiburg (Foto: 2010)

Roland Erich Phleps (* 18. August 1924 in Hermannstadt, Siebenbürgen; † 20. April 2020 in Freiburg im Breisgau) war ein deutscher Bildhauer, Neurologe und Psychiater.

## Leben und Werk
Roland Phleps entstammte einer siebenbürgischen Arztfamilie. Er wurde als erster von vier Söhnen des HNO-Arztes Erich Robert Phleps und dessen Frau Ilse Rosa Klara, geb. Osiander, in Hermannstadt (heute: Sibiu, Rumänien) geboren. Dort besuchte er vier Jahre lang die deutsche Volksschule und legte im Mai 1943 an der Brukenthalschule, der deutschen Oberschule für Jungen in Hermannstadt, das Abitur ab. Anschließend wurde er zum sogenannten „Völkischen Dienstjahr“ verpflichtet, das er 1943/44 an der Oberschule für Jungen in Reschitz/Banst als Physik- und Sportlehrer absolvierte. Danach rückte er freiwillig zur Deutschen Wehrmacht ein und diente 1944/45 in der Infanterie-Division Großdeutschland. Nach der Entlassung aus der britischen Kriegsgefangenschaft ließ er sich im württembergischen Hardt nahe Nürtingen nieder, wohin seine Familie aus Siebenbürgen geflüchtet war. Von 1945 bis 1950 studierte er Medizin in Tübingen und Göttingen, bestand 1950 das medizinische Staatsexamen und wurde im November 1950 bei Anton Stauss an der Chirurgischen Universitätsklinik in Tübingen promoviert. Von 1951 bis 1959 war Phleps Assistenzarzt an den Kliniken in Tübingen, Lübeck, Esslingen und zuletzt Freiburg, wo er Facharzt für Neurologie und Psychiatrie wurde. Ab 1959 ließ er sich in Freiburg als freier Neurologe und Psychiater nieder.
Seit 1983 bestimmten einfache geometrische Grundformen, wie Quadrate, Rechtecke, Kreisflächen, Ellipsen oder Parallelogramme, das Werk des Künstlers. Aluminium-Bleche, ab 1992 Edelstahl-Bleche, bog er zu räumlichen Konstrukten, die er selbst der Konkreten Kunst zuordnete.
Von 1993 bis 2000 nahm Roland Phleps an verschiedenen Einzel- und Gruppenausstellungen in Galerien und an öffentlichen Plätzen teil. Seit 1997 gibt es Dauerausstellungen mit mehreren seiner Werke im Stadtgarten, am Waltersberg und im Klinikum in Freiburg. 2010 ist eine weitere Dauerausstellung „Konkrete Kunst von Roland Phleps“ auf Burg Sponeck in Jechtingen am Kaiserstuhl entstanden.
Der Künstler lebte und arbeitete in Freiburg, wo er im April 2020 im Alter von 95 Jahren starb. Er war mit der aus Bremen stammenden Fremdsprachenkorrespondentin Johanna Hedwig Phleps, geb. Kloeß, verheiratet und hatte vier Kinder. Einer seiner Söhne war Anfang der 1980er Jahre tödlich verunglückt.

## Stiftung für Konkrete Kunst
1997 gründete Phleps die Stiftung für Konkrete Kunst Roland Phleps, 1999 wurde eine Skulpturenhalle mit einer Ausstellung seiner Werke eröffnet. In ihr finden regelmäßig Ausstellungen von Künstlern statt, die der Konkreten Kunst nahestehen. Zu den bekanntesten Ausstellenden zählen:
- Karl-Heinz Adler (2003, 2004)
- Peter Albert (2011)
- Andreu Alfaro (2005)
- Hans Dieter Bohnet (2006)
- Erich Hauser (2005)
- Gottfried Honegger (2010)
- Horst Kuhnert (2014)
- Heinz Mack (2000 und 2004)
- Marcello Morandini (2001 und 2004)
- Günter Scharein (2005)
- Jean-Pierre Viot (2016)
- Ingo Glass (2018)

## Werke im öffentlichen Raum (Auswahl)

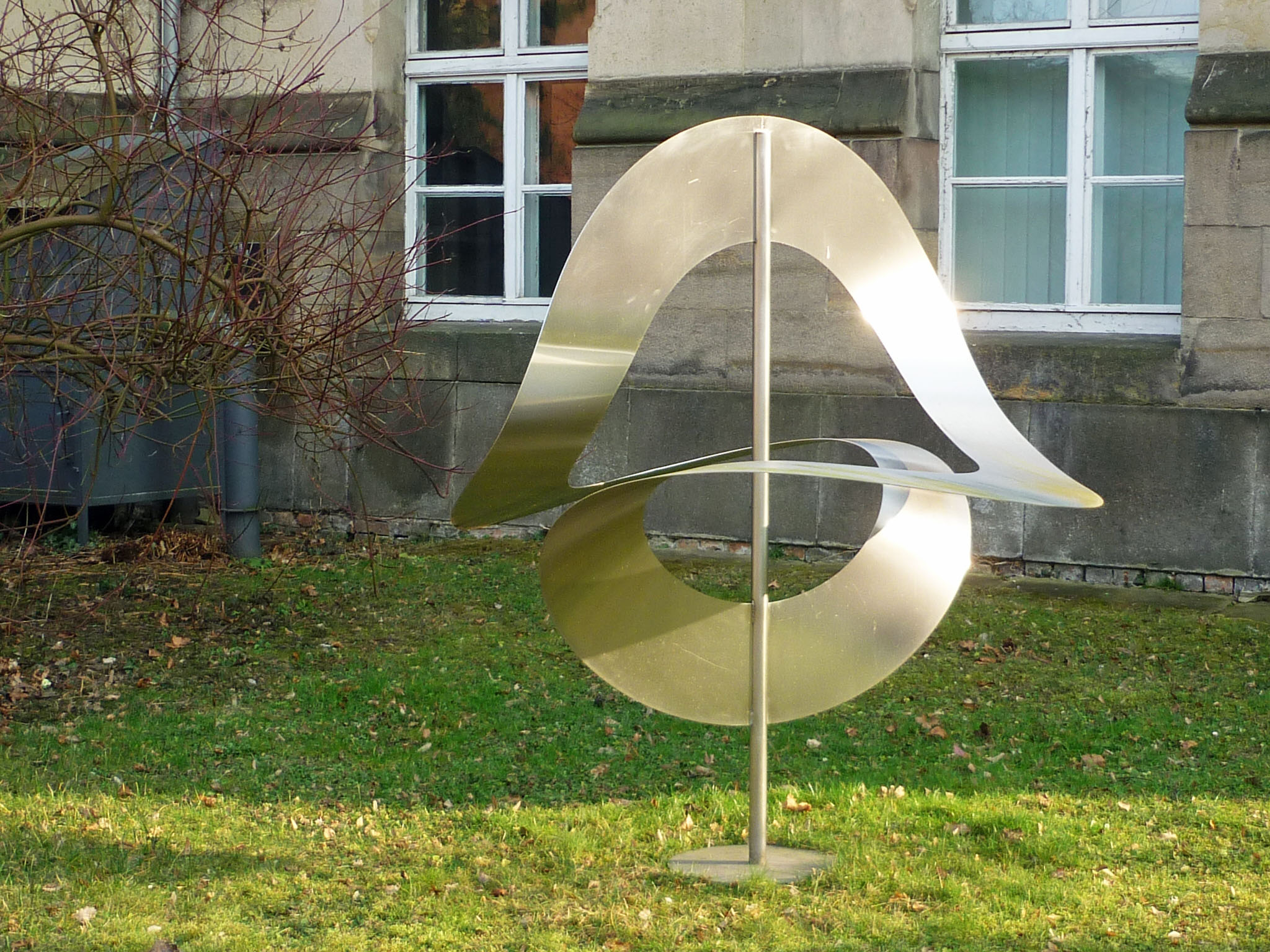
Terpsichore am Görgesbau der TU Dresden

- Terpsichore, Loretto-Krankenhaus in Freiburg und Technische Universität in Dresden
- Windspiel, Stadtgarten in Freiburg
- Gestänge im Raum (Ordnung und Chaos), Universitätsklinikum in Dresden
- Dipylon (1997), Botanischer Garten in Freiburg
- Tripylon, Klinikum der Universität in Freiburg
- Großer Schwung, Mensa Universität Freiburg
- Pas de Deux, Technische Universität in Dresden
- Ikarus und weitere Großskulpturen, Skulpturenwiese am Waltersberg in Freiburg
- Alpha I und Alpha II, Kunstlandschaft Donau in Ulm
- Adelphoi 3 (2005), Kulturspeicher Würzburg
- Anthos (2006), Kurpark in Badenweiler
- Bündel-Stele 1 (2007), Platz der Universität in Freiburg und Bündel-Stele 2 VIRIBUS UNITIS (2008) vor der Transilvania Halle in Hermannstadt, Rumänien
- Dreikant-Pfeiler (2013), in Nürtingen

## Schriften
- Anastomosenoperationen zwischen Gallenwegen und Magendarmkanal unter besonderer Berücksichtigung ihrer Ergebnisse an der Tübinger chirurgischen Universitätsklinik von 1928 bis 1948. (Tübingen, Univ., Diss., 1950).

## Werke in Freiburg

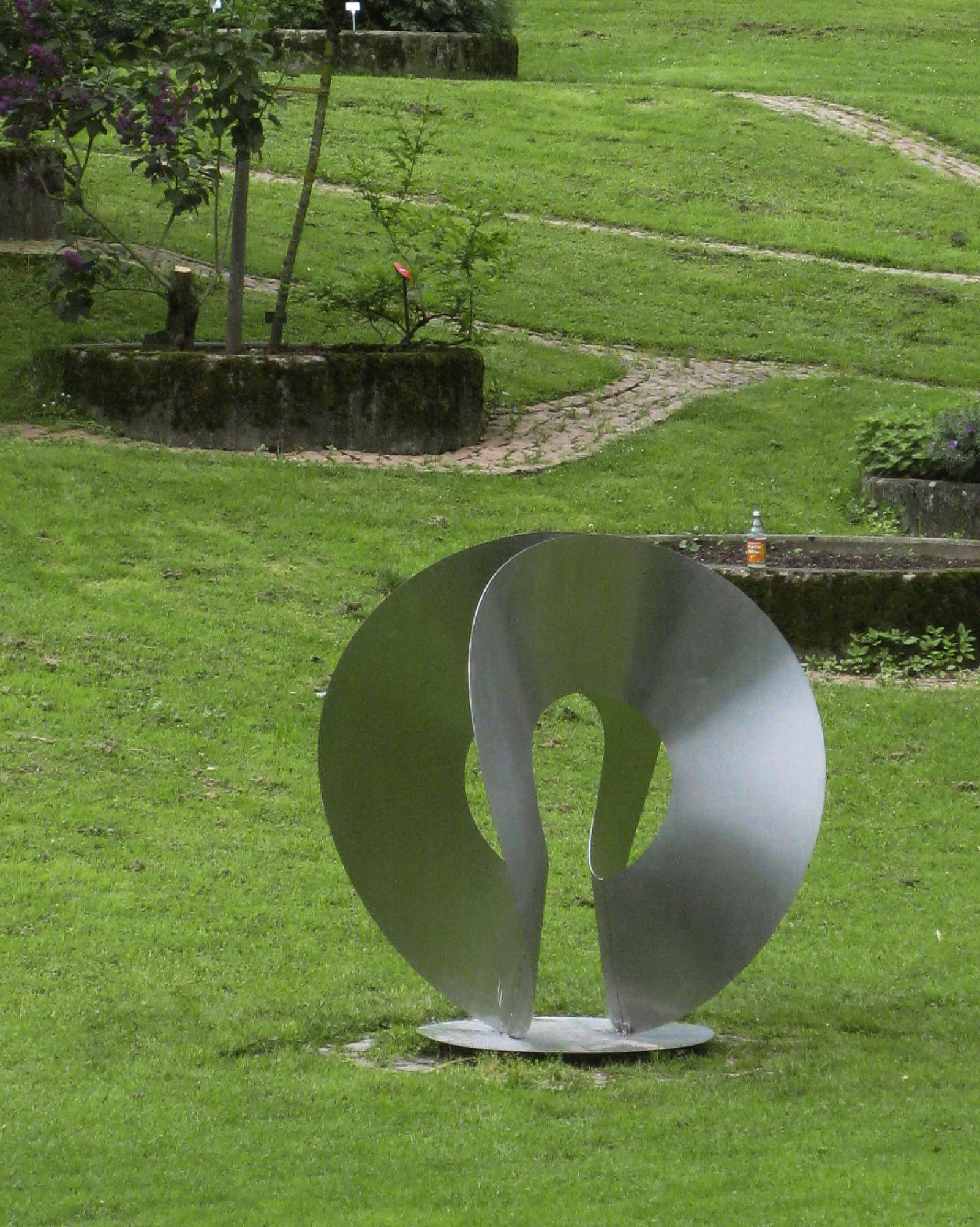
Dipylon , 1992, Botanischer Garten
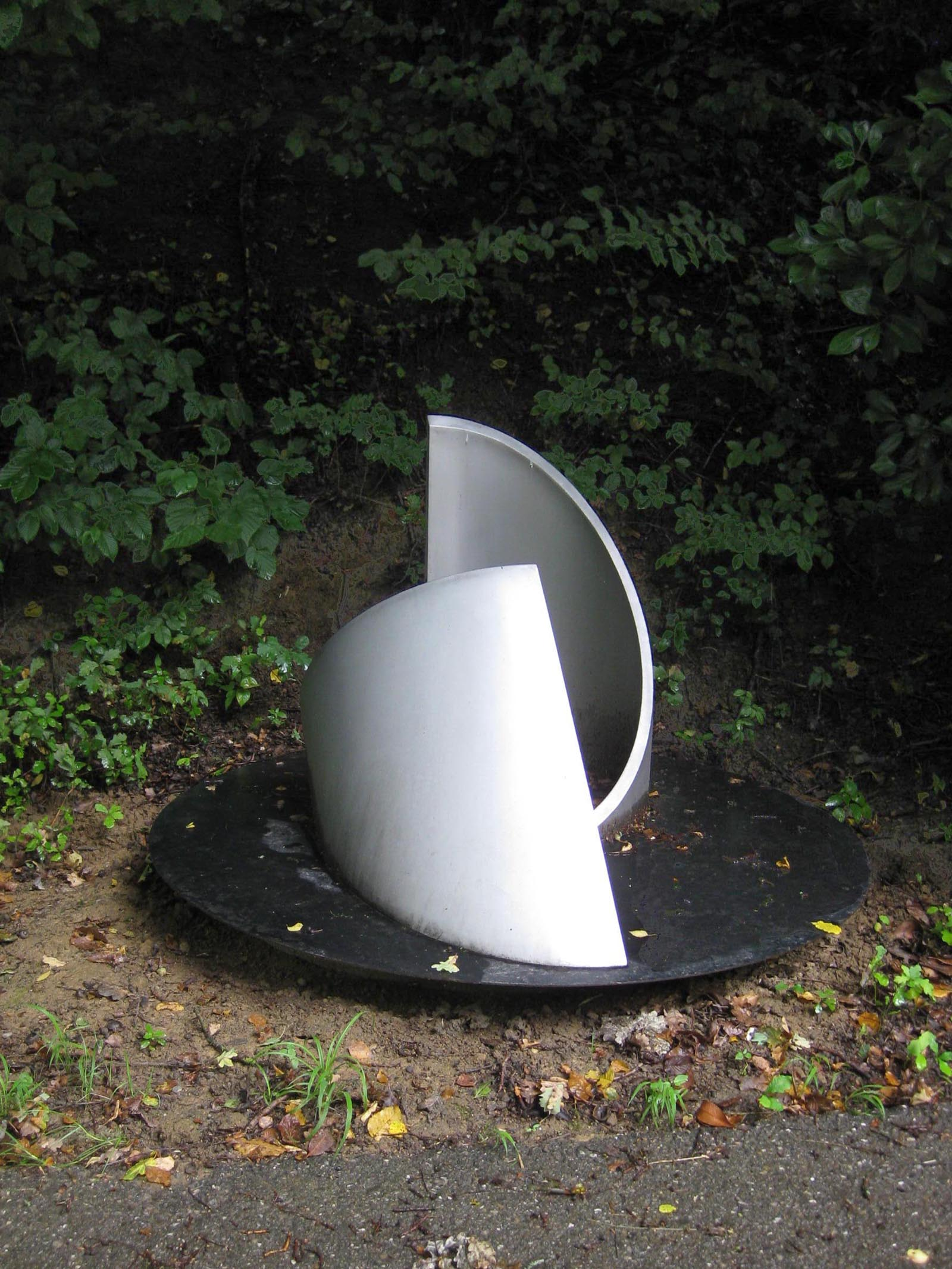
Adelphoi V  1995, bei der Skulpturenhalle der Stiftung für Konkrete Kunst
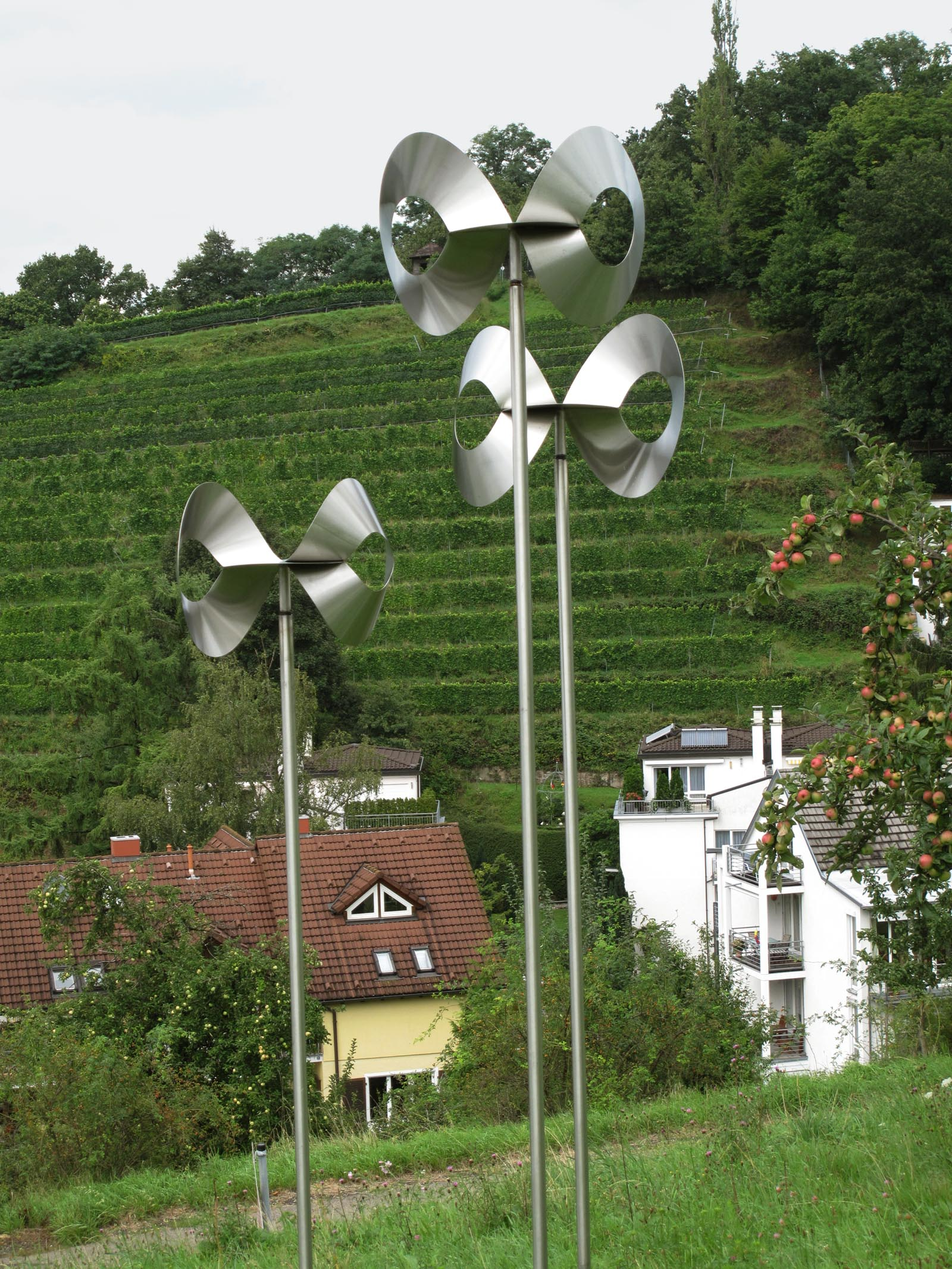
Skulpturenwiese
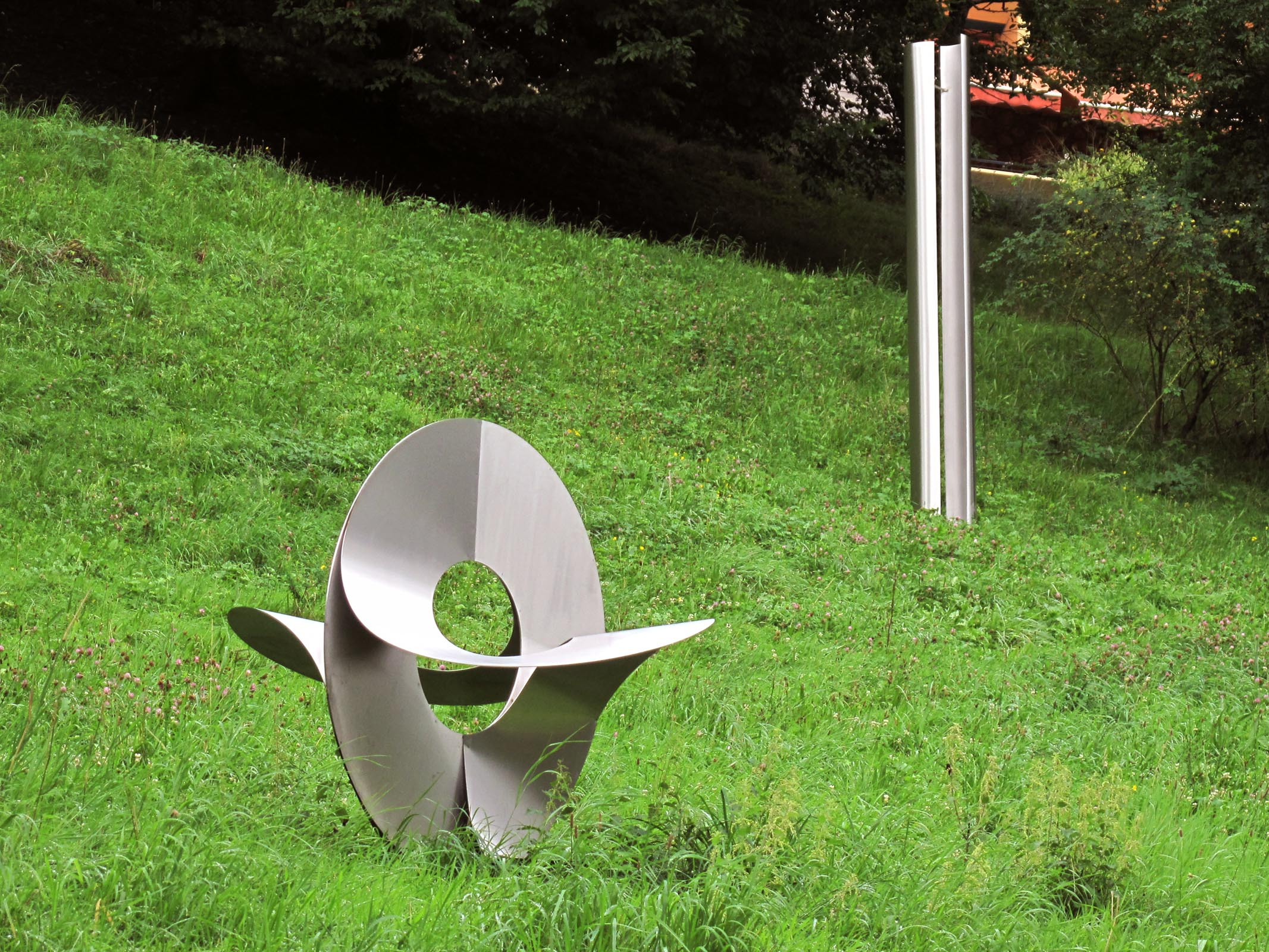
Skulpturenwiese
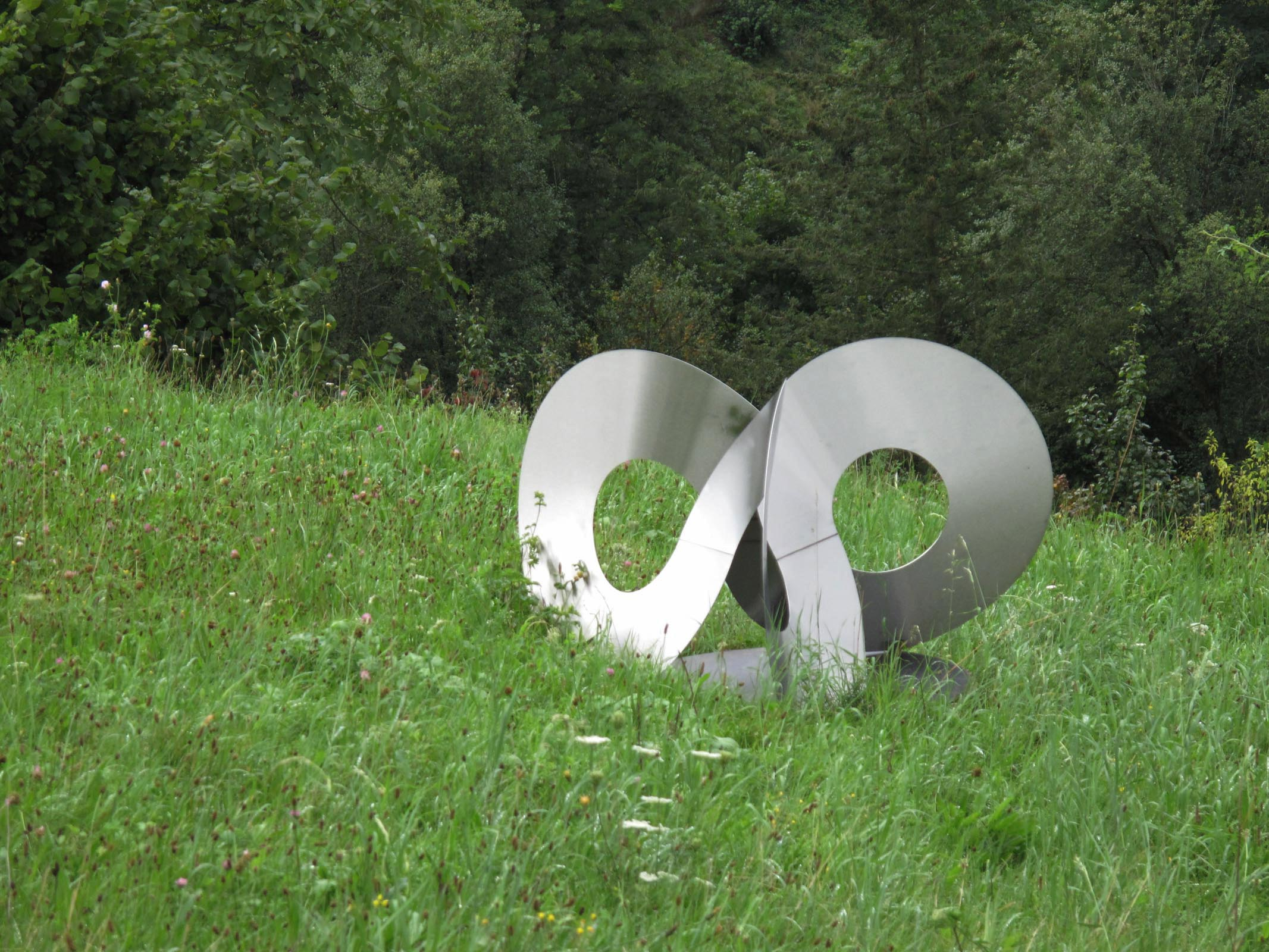
Skulpturenwiese
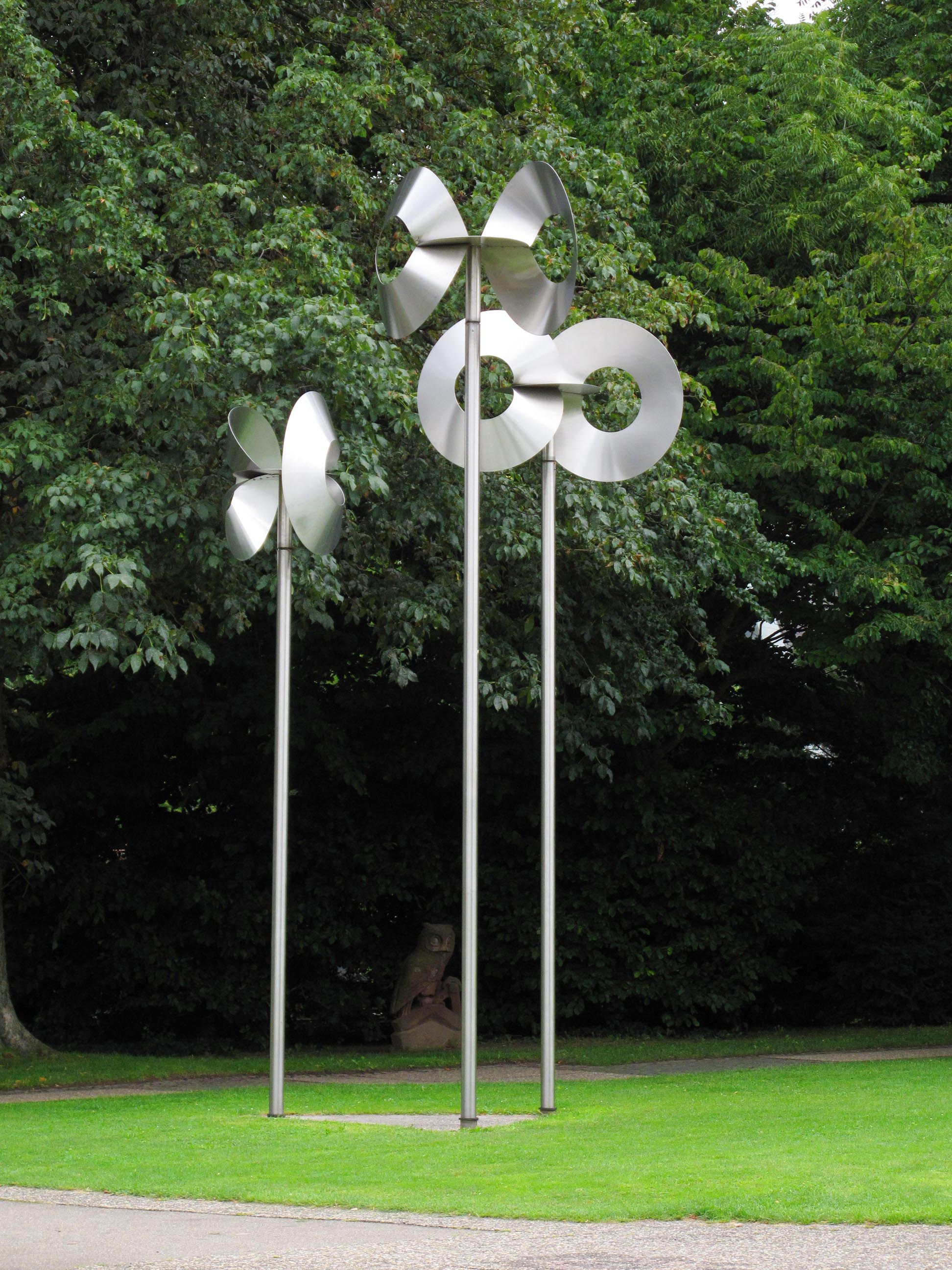
Windspiel , 2000, Stadtgarten